# Алтамаш
Алтамаш (шор. Алтымаш) — посёлок в Таштагольском районе Кемеровской области. В составе Коуринского сельского поселения.
Через посёлок проходит автомобильная дорога Таштагол — Турочак.

## География
Посёлок находится на территории Шорского национального парка.
Улицы:
- Береговая
- Заречная
- Нагорная
- Терешковой
- Центральная
- Школьная
- Шубинская

## Прочее
Расстояние от Таштагола — 28 км, от Турочака — 67 км.

## Организации
- Школа,
- филиал библиотеки
- Храм Киприана и Устины [4]